# 多毛假蝦蛄
多毛假蝦蛄（学名：Pseudosquilla ciliata）为假蝦蛄科假蝦蛄屬下的一个种。